# Araneus hispaniola
Araneus hispaniola là một loài nhện trong họ Araneidae.
Loài này thuộc chi Araneus. Araneus hispaniola được Elizabeth Bangs Bryant miêu tả năm 1945.